# Adolf Ahlers

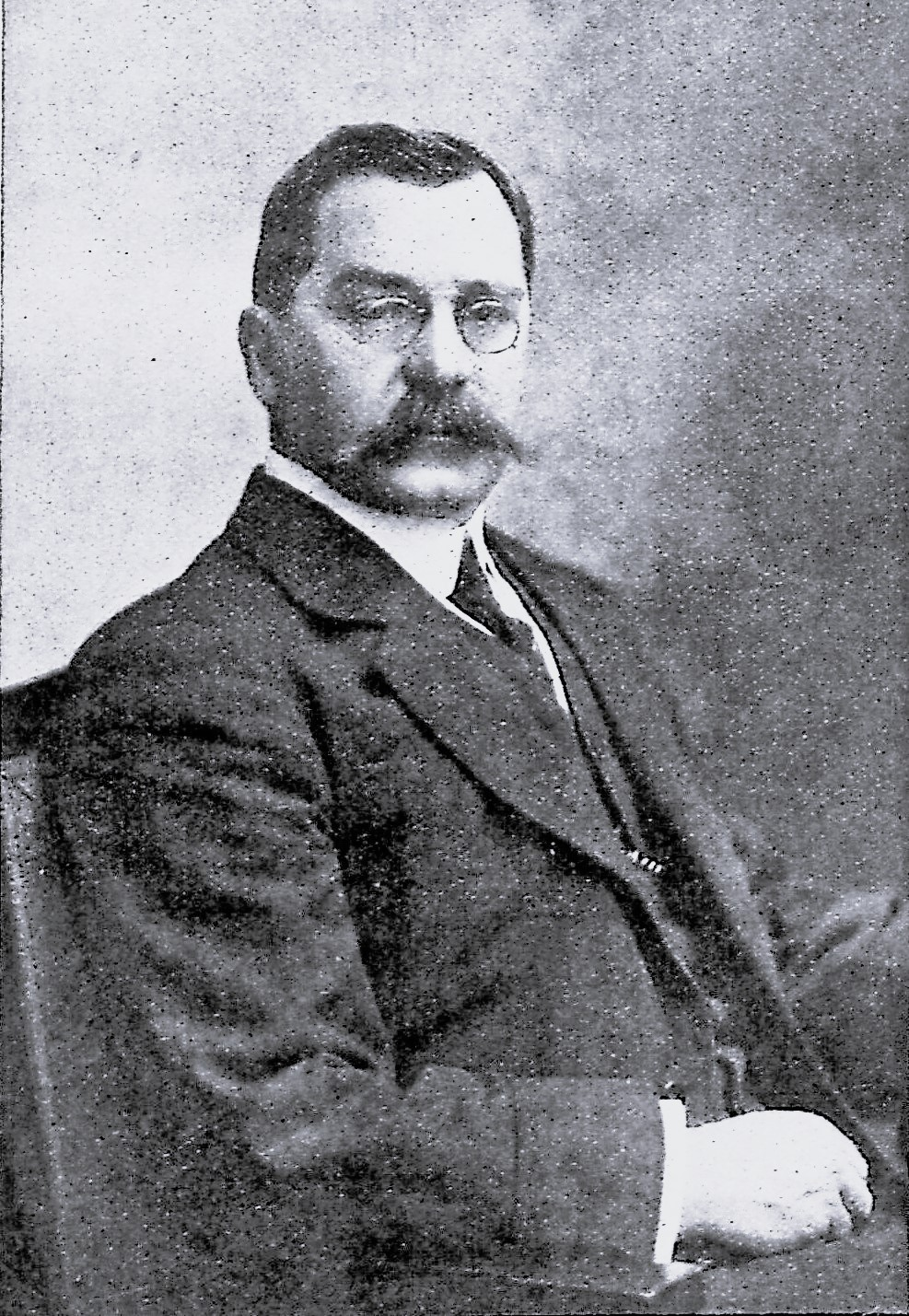
Adolf Ahlers

Nicolaus Emil Hermann Adolf Ahlers (* 6. April 1864 in Hamburg; † 22. September 1943 ebenda) war ein deutscher Kaufmann und Honorarkonsul.

## Leben
Ahlers war zunächst in Deutschland als Kaufmann in der Lederindustrie tätig.
Er wurde 1905 naturalisierter britischer Staatsbürger und drei seiner 14 Kinder wurden in Sunderland geboren. Ahlers unterhielt ein Lederwarengeschäft in der St. Thomas Street in Sunderland.
Ahlers, inzwischen britischer Staatsbürger, war zu Beginn des Ersten Weltkrieges Deutscher Honorarkonsul in Sunderland und wurde wegen Hochverrat gegen die britische Krone in erster Instanz zum Tode verurteilt, weil er zu Beginn des Ersten Weltkriegs zwei militärpflichtigen Deutschen auf neutralen Schiffen Passage nach Hause besorgt und auch bezahlt hatte. In der Berufung wurde er freigesprochen, dann aber weiter inhaftiert. Seine Frau nahm sich wegen dieser Ereignisse das Leben. 1919 kehrte Ahlers nach Deutschland zurück.
Der Fall erregte internationales Aufsehen, selbst die New York Times und Reuters berichteten davon.
Ein Sohn war der Politiker Conrad Ahlers.